# Serge Chaloff and Boots Mussulli
| Recensione | Giudizio |
| ---------- | -------- |
| AllMusic   | [ 1 ]    |

Serge Chaloff and Boots Mussulli è un album discografico di Serge Chaloff e del tenorsassofonista Boots Mussulli, pubblicato dall'etichetta discografica Storyville Records nel 1954.

## Tracce
Lato A
1. You Brought a New Kind of Love to Me – 3:21 (Sammy Fain, Irving Kahal, Peter Norman)
2. Zdot – 2:48 (Serge Chaloff)
3. Oh! Baby – 5:55 (Owen Murphy)

Lato B
1. Love Is Just Around the Corner – 2:59 (Leo Robin, Lewis Gensler)
2. Easy Street – 3:27 (Alan Rankin Jones, Bob Carlton)
3. All I Do Is Dream of You – 4:36 (Arthur Freed, Nacio Herb Brown)

## Musicisti
- Serge Chaloff - sassofono baritono
- Boots Mussulli - sassofono tenore
- Russ Freeman - pianoforte
- Jimmy Woode - contrabbasso
- Buzzy Drootin - batteria